# Kościół Narodzenia Najświętszej Maryi Panny w Gdowie
Kościół Narodzenia Najświętszej Maryi Panny – rzymskokatolicki kościół parafialny należący do dekanatu Niegowić archidiecezji krakowskiej.
Pierwsza świątynia w Gdowie była wzmiankowana w latach 1325-1327. Z tego czasu zachowała się gotycka część murów obecnego kościoła. W epoce nowożytnej świątynia była dwukrotnie rozbudowywana (przed 1826 roku i w latach 1864-1865). Natomiast w latach 1994-1996 zostały dobudowane dwie nawy boczne. 

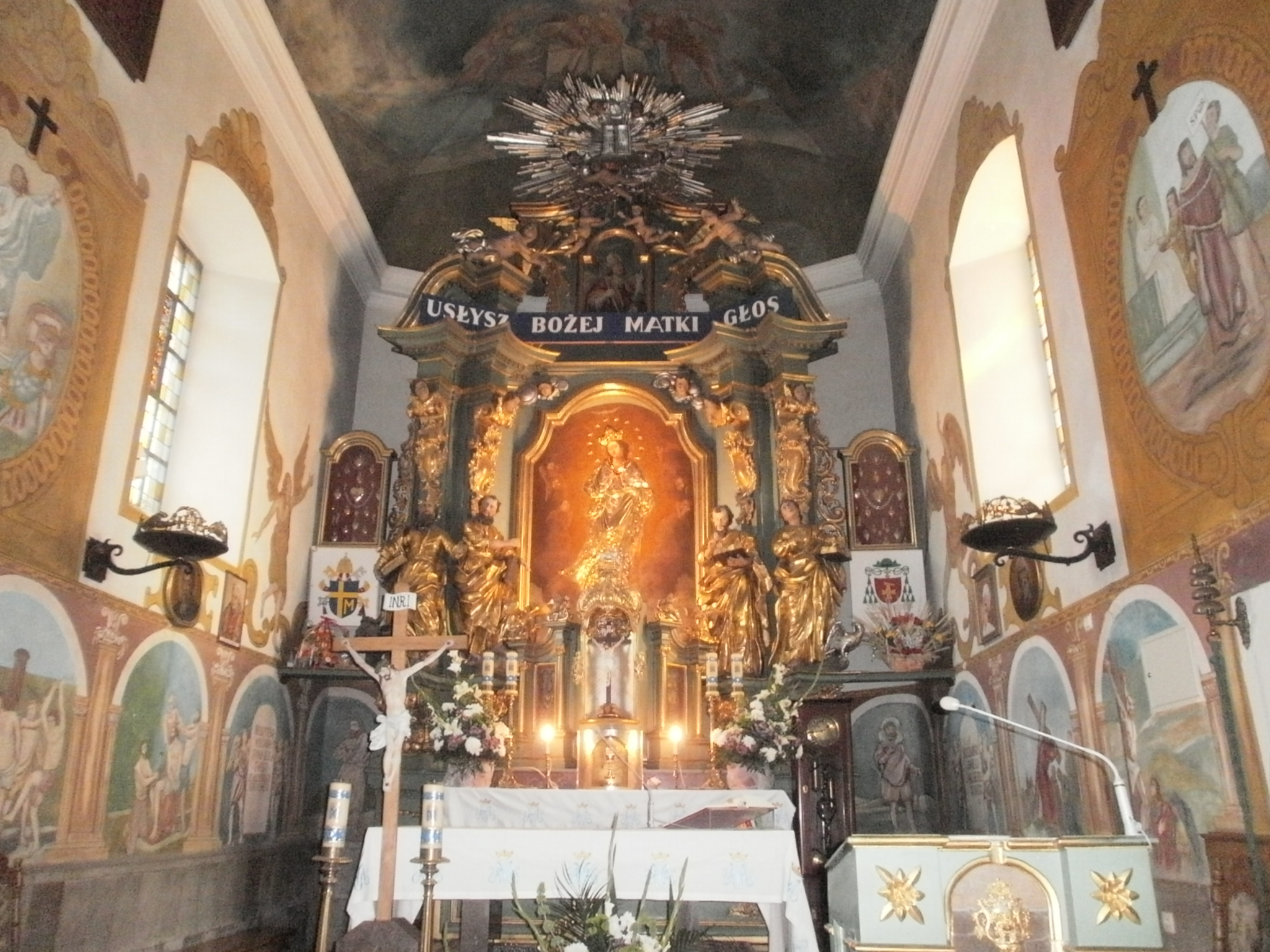
Prezbiterium

Nawa główna jest zamknięta rokokowym chórem muzycznym powstałym w drugiej połowie XVIII wieku, podpartym czterema kolumnami. Pierwotnie umieszczony był w nim pozytyw z 1795 roku, wykonany przez nieznanego organmistrza, ufundowany przez Jana i Macieja Lubomirskich. Herb tegoż rodu oraz figury świętych: Jana Apostoła i Macieja, będących patronami fundatorów, Znajdują się w zwieńczeniu wieżyczek prospektowych.
W latach 70. XX wieku zostały zbudowane nowe organy, których wykonawcą jest Stanisław Wilewski z Nockowej. W tym czasie został zachowany rokokowy prospekt dawnego pozytywu i umieszczony na tle niearchitektonicznego segmentu piszczałkowego.
Wyposażenie wnętrza świątyni reprezentuje styl barokowy i rokokowy. W głównym ołtarzu jest umieszczony cudowny obraz Matki Bożej Gdowskiej (kopia) powstały w pierwszej połowie XVIII wieku, do dziś otaczany kultem.